# Parathormon

Regulacja gospodarki wapniowej

Parathormon, PTH (od ang. parathyroid hormone) – hormon polipeptydowy składający się z 84 aminokwasów, który odpowiada za regulację hormonalną gospodarki wapniowo-fosforanowej w organizmie. Masa cząsteczkowa parathormonu wynosi 9,4 kDa.
Wytwarzany jest w przytarczycach z produkowanego konstytutywnie preproparathormonu, będącego peptydem 115-aminokwasowym. Degradacja i uwalnianie PTH uwarunkowane jest stężeniem jonów wapnia w surowicy krwi, którego obniżenie powoduje zwiększony wyrzut PTH. Czynnikiem warunkującym wrażliwość przytarczyc na wahania stężenia wolnego wapnia jest aktywna postać witaminy D – 1,25(OH)2D3.
Narządami docelowymi dla PTH są kości i nerki. W kościach pod wpływem PTH zwiększa się uwalnianie wapnia. Receptory dla PTH znajdują się na powierzchni osteoblastów, które pobudzają osteoklastogenezę. Powstałe osteoklasty niszczą kość, co powoduje uwolnienie jonów wapnia do krwi. W przypadku niedoboru aktywnej formy witaminy D, występuje oporność kości na jego działanie. W nerkach natomiast zwiększa wchłanianie zwrotne jonów wapnia, hamując zwrotną resorpcję fosforanów, zwiększa też wytwarzanie aktywnej postaci witaminy D – kalcytriolu. Mechanizm działania polega tutaj na aktywacji 1-α-hydroksylazy, która przeprowadza hydroksylację kalcyfediolu do kalcytriolu. Witamina D z kolei powoduje zwiększone wchłanianie wapnia w jelitach.
W wyniku niedoczynności przytarczyc następuje zmniejszona synteza i wydzielanie PTH, co wywołuje hipokalcemię. Hipokalcemia może także nastąpić na skutek zaburzeń w transdukcji sygnału do wnętrza komórki (niedoczynność przytarczyc rzekoma). Mogą się wtedy pojawić objawy tężyczki.
Nadczynność przytarczyc może być typu pierwotnego i wtórnego (np. mocznica). Skutkuje większym wydzielaniem PTH. Wzrasta poziom wapnia we krwi, kosztem wapnia zgromadzonego w kościach. Może to wywołać groźne zaburzenia funkcji mózgu (pod postacią wymiotów, zaburzeń rytmu serca i innych) oraz kości (osteoporoza). Skutki te znosi kalcytonina, stosowana w hiperkalcemii na tle nadmiernego wydzielania PTH, oraz cynakalcet – lek kalcymimetyczny, obniżający stężenie parathormonu we krwi i stosowany u pacjentów poddawanych dializom.